# Wallisellen
Wallisellen (toponimo tedesco) è un comune svizzero di 15 934 abitanti del Canton Zurigo, nel distretto di Bülach; ha lo status di città.

## Storia
Nel 1916 ha inglobato il comune soppresso di Rieden, istituito nel 1831 per scorporo dalla stessa Wallisellen.

## Monumenti e luoghi d'interesse

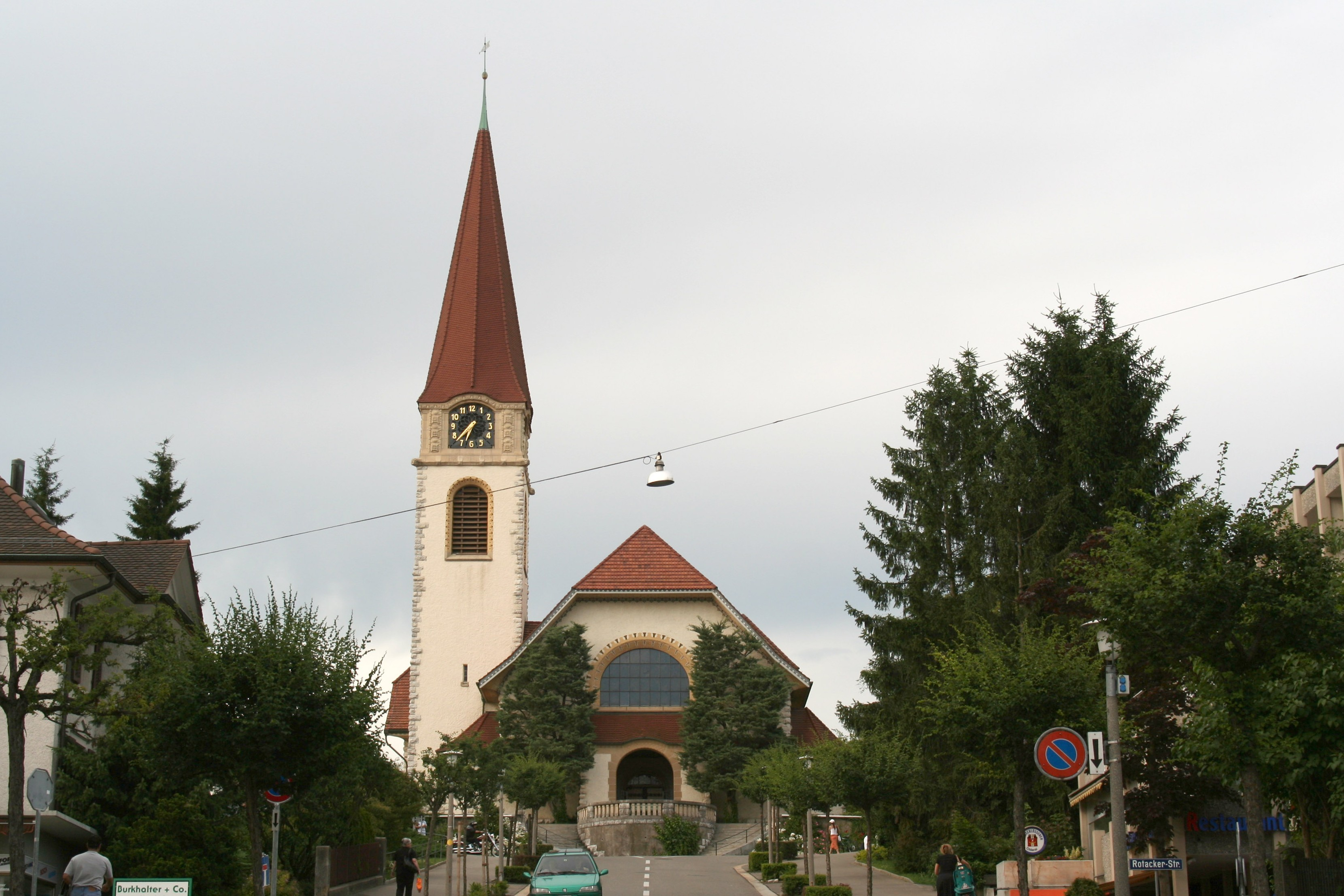
La chiesa riformata

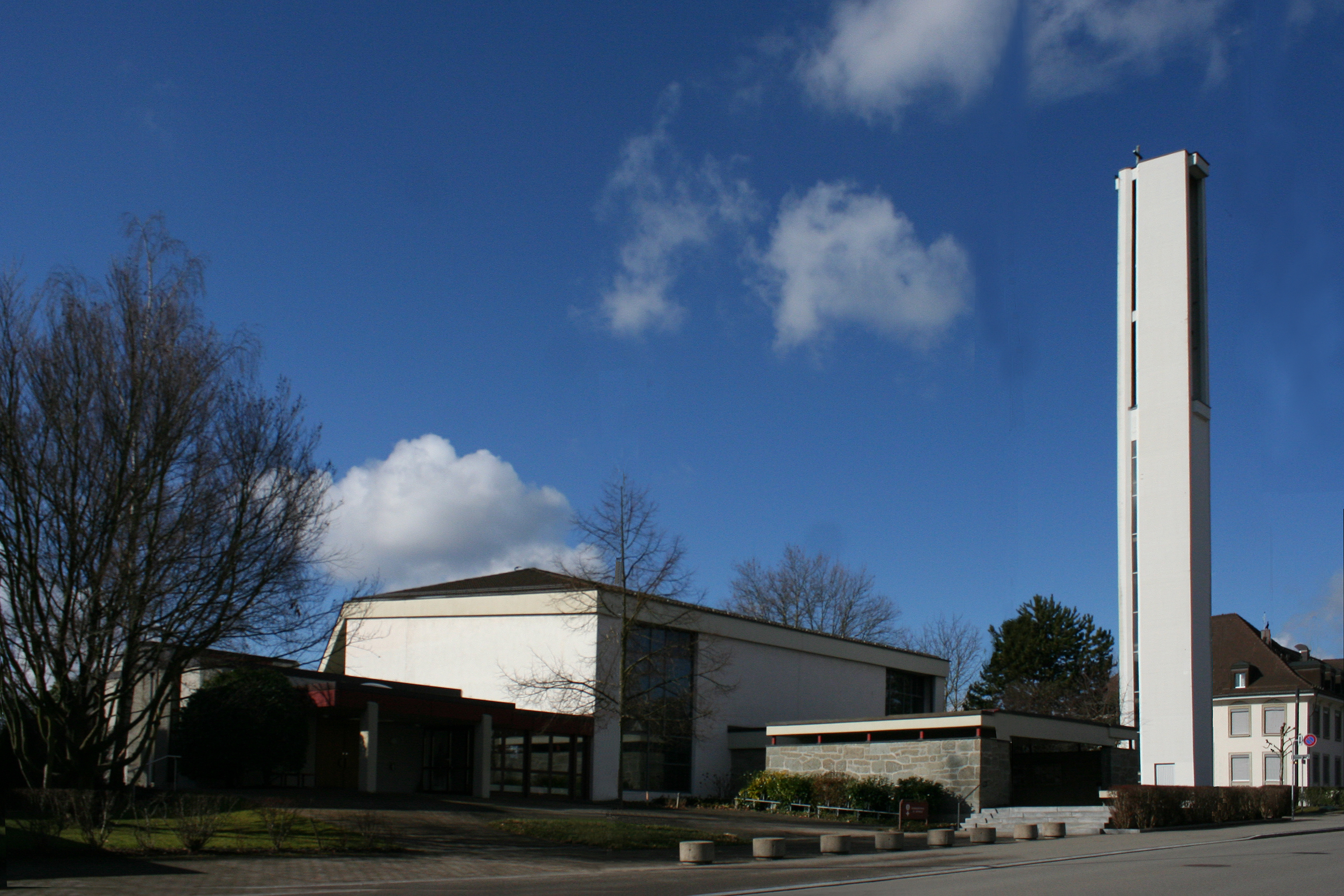
La chiesa cattolica di Sant'Antonio

- Chiesa riformata, eretta nel 1866[1];
- Chiesa cattolica di Sant'Antonio, eretta nel 1957-1958[1].

## Economia
Oggi Wallisellen è un luogo attraente per le aziende e le imprese grazie ai trasporti pubblici e ai buoni collegamenti autostradali. Diverse aziende internazionali come Microsoft, Cisco, Ford Motor Company, UPC Switzerland e NCR hanno la loro sede centrale svizzera a Wallisellen. Ciononostante, Wallisellen ospita ancora undici aziende agricole. Storicamente, a Wallisellen sono state fondate e cresciute aziende ben note come Katadyn, Integra Signum o Chocolat Halba. Il vecchio edificio dell'Hotel Linde alla stazione, insieme ai nuovi edifici, alcuni dei quali non molto vecchi, sono stati sacrificati per una completa riprogettazione della stazione di Wallisellen, che ha unito la stazione FFS con la Glattalbahn di nuova costruzione. Così l'Hotel Belair rimane l'unica locanda di Wallisellen. Nel novembre 2013 Allianz Suisse ha trasferito i precedenti uffici amministrativi nella nuova sede centrale di Richti a Wallisellen. Reishauer è un'azienda del settore ingegneristico con sede a Wallisellen.

## Società

### Evoluzione demografica
L'evoluzione demografica è riportata nella seguente tabella:
Abitanti censiti

## Infrastrutture e trasporti

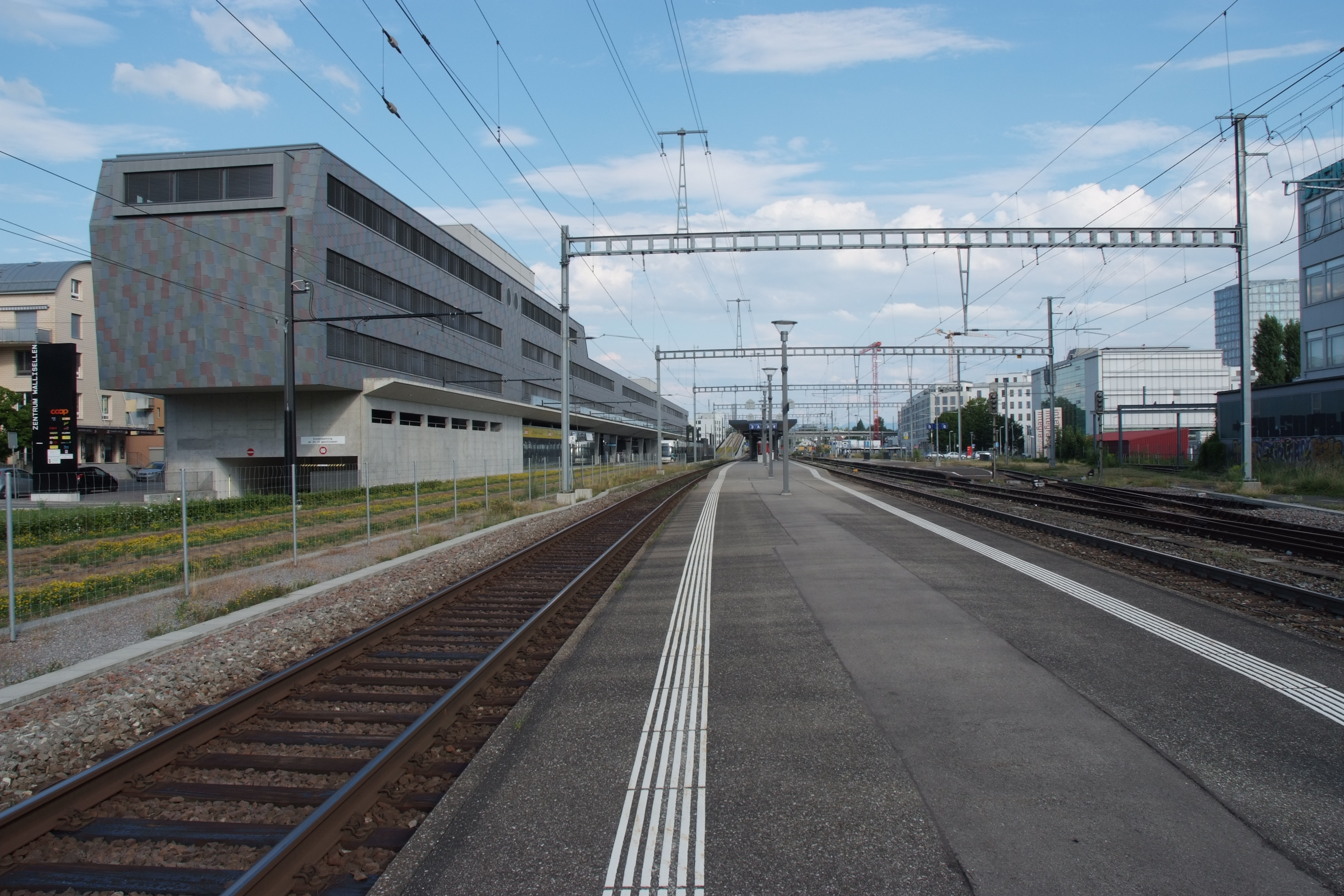
La stazione di Wallisellen

Wallisellen è servito dall'omonima stazione sulle linee Zurigo-Winterthur e Wallisellen-Rapperswil.

## Amministrazione
Ogni famiglia originaria del luogo fa parte del cosiddetto comune patriziale e ha la responsabilità della manutenzione di ogni bene ricadente all'interno dei confini del comune.

### Gemellaggi
- Maggia[senza fonte]